# Evolve (lucha libre profesional)
Evolve Wrestling (escrita en ocasiones como EVOLVE) fue una promoción profesional de lucha libre estadounidense fundada en 2010 por el ex-creativo de Ring of Honor y vicepresidente de Dragon Gate USA, Gabe Sapolsky.
La compañía presenta una lista de luchadores de toda América, así como varios competidores de Japón. La promoción tuvo una muy cercana relación de trabajo con Dragon Gate USA hasta la clausura de esta en 2015.
En 2015, Evolve formó una relación con la WWE, permitiendo a la WWE firmar luchadores de Evolve para llevarlos a NXT y posteriormente al elenco principal. El 2 de julio de 2020, Evolve fue comprado oficialmente por la WWE.

## Historia
En 2009, Gabe Sapolsky anunció una nueva promoción de lucha libre en algunos videos en redes sociales con la participación de uno de los competidores de la compañía, Jimmy Jacobs. Después de esto, se produjeron más videos promocionando a más luchadores, así como con blogs escritos por los luchadores sobre sus sentimientos con respecto a la compañía. El primer show, Evolve 1: Richards vs. Ibushi, se llevó a cabo el 16 de enero de 2010, en Rahway, Nueva Jersey, en el Rahway Recreational Center.
Durante entrevistas con wrestling newsletter en su show de radio Figure 4 Weekly, Sapolsky le dijo al editor Bryan Álvarez que Evolve tendría un mayor énfasis en las reglas y no limitaría a nadie en función de su propio estilo de lucha a favor de mostrar las fortalezas individuales del talento y encubrir sus debilidades. El 29 de enero de 2010, Sapolsky que Evolve ya no trabajaría con Davey Richards porque había firmado un contrato con Ring of Honor.
El concepto de la promoción fue inicialmente un énfasis en los registros de victorias y derrotas de los luchadores. Dividieron la compañía en dos divisiones: luchadores individuales y luchadores en equipo. Según el sitio web, algunos luchadores tendrían que ganar su camino en la lista al ganar una lucha clasificatorio, pero eso fue eliminado.
El 25 de noviembre de 2011, Evolve y Dragon Gate USA anunciaron la unificación de las dos promociones. Evolve y Dragon Gate seguirían dando show por separado, pero los dos compartirian luchadores, incluyendo stables, y Evolve reconoció los campeonatos de Dragon Gate Open the Freedom Gate Championship y Open the United Gate Championship como dos campeonatos tops de la empresa.
En febrero de 2013, Evolve anunció que tendrían un torneo para coronar al primer campeón ya que estaban eliminando el sistema de registros en ese momento. El torneo se desarrolló en Nueva Jersey en WrestleCon en abril de 2013. Evolve utilizó los registros del talento para determinar los puestos en el torneo; los dos luchadores top fueron Chuck Taylor (10-5) y Ricochet (5-2) y ambos recibieron puntos en la segunda ronda. El 5 de abril AR Fox derrotó a Sami Callihan en la final para coronarse como el campeón inaugural. El 18 de septiembre de 2013, Vito LoGrasso anunció que su nueva escuela de lucha había firmado un contrato para ser centro de desarrollo de Evolve.
En noviembre de 2014, Evolve junto con Dragon Gate USA (DGUSA), Full Impact Pro (FIP) y Shine Wrestling, todos bajo la marca de WWNLive tuvieron un tour por China. El siguiente mes WWNLive anunció un contrato a largo plazo con Great-Wall International Sports Management para seguidos tours por Asia, comenzando en la primavera de 2015.
En 2015, WWNLive abrió una instalación de entrenamiento en Trinity, Florida llamada "World Wrestling Network Academy", que Evolve comparte con DGUSA, FIP, Shine.
Durante 2015, Evolve entró en relaciones con la WWE. Los luchadores de Evolve fueron agregados a WWE.com, mientras que los luchadores de NXT, Sami Zayn, Chad Gable y Jason Jordan participaron en los eventos de Evolve en roles sin lucha libre. En enero de 2016, el gerente general de NXT William Regal y el oficial de la WWE Triple H asistieron a Evolve 54. Como parte de las relaciones entre ambas empresas, fue anunciado en marzo de 2016 que Evolve tendría luchas clasificatorias para el torneo crucero de la WWE.
El 1 y 2 de abril de 2016, Evolve tuvo shows durante el fin de semana de WrestleMania 32.
El 24 de octubre de 2016, WWNLive y FloSports anunciaron un nuevo servicio de streaming, que tendría eventos de las promociones de WWN incluyendo Evolve.
El 13 de julio de 2019, Evolve celebró su 10.º aniversario, un evento que celebra el décimo aniversario de la fundación de Dragon Gate en EE. UU. El evento se transmitió en WWE Network. Esto marcó el primera evolución de Evolve y el primer evento del circuito independiente trasmitido por WWE Network.
El 2 de julio de 2020, se anunció que después de meses de negociación, la WWE había comprado Evolve Wrestling, dándoles derechos completos del nombre y la biblioteca de videos.

## Campeonatos
| Campeonato                         | Último campeón                                               | Fecha de retiro        | Lugar                   | Notas Notas |
| ---------------------------------- | ------------------------------------------------------------ | ---------------------- | ----------------------- | --- |
| Evolve Championship                | Josh Briggs                                                  | 9 de noviembre de 2019 | Queens, Nueva York      | Derrotó a Austin Theory en Evolve 139.                                                                                           |
| Evolve Tag Team Championship       | The Besties In The World (Davey Vega (1) & Mat Fitchett (1)) | 7 de diciembre de 2019 | Melrose, Massachusetts  | Derrotaron a AR Fox & Leon Ruff en Evolve 142.                                                                                   |
| WWN Championship                   | Austin Theory                                                | 13 de julio de 2019    | Filadelfia, Pensilvania | Derrotó a JD Drake en una partida de Unificación de título, con Theory's Evolve Championship también en la línea, en Evolve 131. |
| Open the Freedom Gate Championship | Timothy Thatcher                                             | 5 de agosto de 2015    | Queens, Nueva York      | Derrotó a Drew Galloway en Evolve 45 Thatcher le entregó el título a Johnny Gargano, dejándolo vacante e inactivo.               |
| Open the United Gate Championship  | Ronin (Johnny Gargano & Rich Swann)                          | 30 de mayo de 2015     | Queens, Nueva York      | Derrotaron a Premier Athlete Brand (Anthony Nese and Caleb Konley) en Evolve 42. Gargano dejó vacante e inactivo.                |